# Tal para cual (serie de televisión ecuatoriana)
Tal para cual es una serie cómica ecuatoriana. La serie se realizó en 1991 en Ecuavisa, escrita y dirigida por Jaime Chonillo. La producción tuvo influencia en la jerga popular ecuatoriana. La serie finalizó en 1992.
Protagonizada por Mimo Cava, Prisca Bustamante y Azucena Mora.

## Argumentos
Esta se centra en las vivencias de la pareja de esposos Don Bolo (Mimo Cava), Doña Bacha (Prisca Bustamante) y su asistente doméstica, Petita Pacheco (Azucena Mora).

## Elenco
- Mimo Cava -> Don Bolo
- Prisca Bustamante -> Doña Bacha
- Azucena Mora -> Petita Pacheco